# آدونی ماروپیس
آدونی ماروپیس (انگلیسی: Adoni Maropis؛ زادهٔ ۲۰ ژوئیهٔ ۱۹۶۳) هنرپیشه اهل ایالات متحده آمریکا است.
او در فیلم هیدالگو بازی کرده است.